# Pennsville
Pennsville is een plaats (census-designated place) in de Amerikaanse staat New Jersey, en valt bestuurlijk gezien onder Salem County.

## Demografie
Bij de volkstelling in 2000 werd het aantal inwoners vastgesteld op 11.657.

## Geografie
Volgens het United States Census Bureau beslaat de plaats een oppervlakte van
27,4 km², waarvan 27,1 km² land en 0,3 km² water.

## Plaatsen in de nabije omgeving
De onderstaande figuur toont nabijgelegen plaatsen in een straal van 12 km rond Pennsville.